# 仁穆王后
仁穆王后（韓語：인목왕후，1584年—1632年），本貫延安，史上多稱為仁穆大妃，是朝鮮宣祖的繼妃。

## 生平
金氏生于朝鮮宣祖十七年十一月二十四日，三十五年七月十三日，18歲時的金氏被立為王妃。翌年生下貞明公主（宣祖嫡長女），1606年生下永昌大君李玴（宣祖唯一嫡子），讓光海君派和金尚宮感到緊張。宣祖駕崩後，金氏成為王大妃。1614年其子永昌大君以及父親延興府院君金悌男被光海君以謀反罪名遭殺害。同年，不断有儒生以及官员上疏要求廢大妃，碍于金氏是自己的嫡母，光海君为了避免背负不孝的罪名而将此事不了了之。1617年，光海君历经8年，成功压倒反对言论，将生母恭嫔金氏追封为恭聖王后，并获得大明皇帝的认可。如此一来，金氏在名义上成为了宣祖的第三位后妃，地位在恭嫔金氏之下，便再不算是光海君的嫡母。于是在光海君的默许（甚至指示）下，兵曹判书许筠（大北派）与其门客和食客再次旧事重提，光海君趁机下令将金氏幽禁於西宮（即慶運宮）五年。光海十四年（1622），白大珩，李偉卿等逆賊擔憂若是金氏還活在世上，他們之後必會死無葬身之地。因而圖謀引戲團入西宮在夜晚時分行刺仁穆大妃。所幸有位宮人代替大妃留在寢室內被殺，這才讓仁穆大妃逃過一劫。1623年，一批以朝鮮仁祖為首的反正人士起兵反正（史稱仁祖反正），釋放了被軟禁在西宮的仁穆大妃，她才成功復位，並晉升大王大妃。
由於父親及兒子都被光海君殘忍地殺害，自己又被光海君囚禁多年，仁穆王后對光海君和金尚宮可說恨之入骨，在仁祖反正後，反正人士要求讓仁祖即位時，她就要求先把光海君與其子李祬的首級拿到她面前再說，後來經過眾人勸解才罷休。
朝鮮仁祖十年（1632年）農曆六月二十八日去世於仁慶宮欽明殿，尊號為昭聖貞懿明烈，徽號為光淑莊定，全稱昭聖貞懿明烈正肅光淑莊定仁穆王后，終年四十九歲，葬楊州穆陵。
仁穆大妃的遭遇曾被宮中宮女寫成《癸丑日記》，與《仁顯王后傳》和《恨中錄》（莊祖之妻惠慶宮洪氏著）同為朝鮮宮中小說三部曲。

## 親屬
| 关系 | 姓名         | 生卒年       | 备注                               |
| ---- | ------------ | ------------ | ---------------------------------- |
| 高祖 | 金詮         | 1458 ～ 1523 | 領議政，諡號忠貞                   |
| 曾祖 | 金安道       |              | 縣令，贈左贊成                     |
| 祖父 | 金祦         | 1526 ～ 1570 | 司正，贈領議政                     |
| 外祖 | 盧垍         | 1534 ～ 1569 |                                    |
| 父   | 金悌男       | 1562 ～ 1613 | 延興府院君，領敦寧府事，諡號懿愍。 |
| 母   | 盧氏         | 1557 ～ 1637 | 光山府夫人。                       |
| 兄   | 金琜         | 1576 ～ 1613 | 淸州牧使，贈左丞旨。               |
| 姊   | 金氏         | 1581 ～ 1604 |                                    |
| 大弟 | 金珪         | 1596 ～ 1613 |                                    |
| 小弟 | 金瑄         | 1599 ～ 1614 | 贈司憲府持平。                     |
| 夫   | 朝鮮宣祖李昖 | 1552 ～ 1608 |                                    |
| 子   | 永昌大君李㼁 | 1606 ～ 1614 |                                    |
| 女   | 貞明公主     | 1603 ～ 1685 |                                    |
| 姪子 | 金天錫       | 1604 ～ 1673 |                                    |

## 相關影視作品及飾演者
- 《仁穆大妃》：1962年電影，朱曾女 飾。
- 《仁穆大妃》：1974年TBC電視劇，尹靜姬 飾。
- 《朝鮮王朝五百年》—《回天門（朝鲜语：회천문）》：1986年MBC電視劇，權載嬉 飾。
- 《西宮（朝鲜语：서궁）》：1995年KBS電視劇，李甫姫 飾。
- 《醫道》：1999年MBC電視劇，洪銀姬 飾。
- 《雷鳴》：2000年KBS電視劇，李賢卿（朝鲜语：이현경 (배우)） 飾。
- 《王的女子（朝鲜语：왕의 여자）》：2003年SBS電視劇，洪洙賢 飾。
- 《龜巖許浚》：2013年MBC電視劇，徐伊安 飾。
- 《王的面孔》：2014年KBS電視劇，高媛熙 飾。
- 《華政》：2015年MBC電視劇，申恩廷 飾。
- 《朝鮮浪漫喜劇–綠豆傳》：2019年KBS電視劇，吳荷妮（朝鲜语：오하늬） 飾。
- 《綁匪－盜取命運》：2021年MBN電視劇，尹泳珉（朝鲜语：윤영민 (배우)） 飾。

## 附註
1. ↑  .   [2015-02-18]. （原始内容存档于2020-04-18）.
2. ↑  .   [2015-02-18]. （原始内容存档于2020-04-18）.
3. ↑  . 한국고전종합DB.   [2018-03-22]. （原始内容存档于2015-01-26） （韩语）.
4. ↑  .   [2015-02-18]. （原始内容存档于2018-03-22）.